# Louis-Jacques Rondeleux
Louis-Jacques Rondeleux (né le 24 octobre 1923 et mort le 2 novembre 2000) est un artiste lyrique (baryton) français.

## Biographie
Le baccalauréat en poche, à 16 ans, il est admis en classe préparatoire au Lycée Saint-Louis à Paris. Il y fait deux années en math-sup math-spé, mais échoue au concours d'entrée à Saint-Cyr, en 1942. Après des études supérieures éclectiques (mathématiques, histoire, philosophie et théologie), Louis-Jacques Rondeleux s'oriente vers une carrière cléricale. Il passe deux ans au grand séminaire d'Issy les Moulineaux (1942-1944). Entre 1944 et 1945, il fait son service militaire dans les Chasseurs alpins pendant une année en Haute-Savoie. À la suite de quoi il entame un noviciat chez les moines dominicains. En 1946, pendant son noviciat, au cours d'une randonnée en ski avec un groupe de séminaristes, Louis-Jacques Rondeleux dévisse sur une centaine de mètres et est gravement blessé à la jambe. Après neuf mois passés chez les Dominicains, il renonce définitivement à une carrière ecclésiastique (1946). Il va passer plusieurs mois à l'hôpital de Grenoble où il échappe à l'amputation d'une jambe grâce aux premiers essais cliniques (à l'hôpital de Grenoble) d'une nouvelle molécule, la pénicilline. La convalescence durera presque 2 ans. Pendant sa convalescence, entre 1946 et 1948, les Dominicains lui proposent un emploi de professeur de philosophie à Voyron (Suisse) pendant 7 mois.
C'est au début des années 1950 que Louis-Jacques Rondeleux décide de devenir chanteur professionnel. Il fait, dans les années 1950-1960, une carrière au cours de laquelle il a l’occasion d’explorer tous les répertoires, de la musique médiévale (chansons de trouvères et troubadours) à la création contemporaine, en passant par la musique baroque ou les mélodies.
Puis, de 1970 à 1989 il est professeur de chant.

### L'artiste lyrique (1951-1970)
À la fin des années 1940, Louis-Jacques Rondeleux est l'élève de Jane Bathori, mezzo-soprano, créatrice de la plupart des mélodies de Maurice Ravel. Elle lui transmet son art de l'interprétation des mélodies.

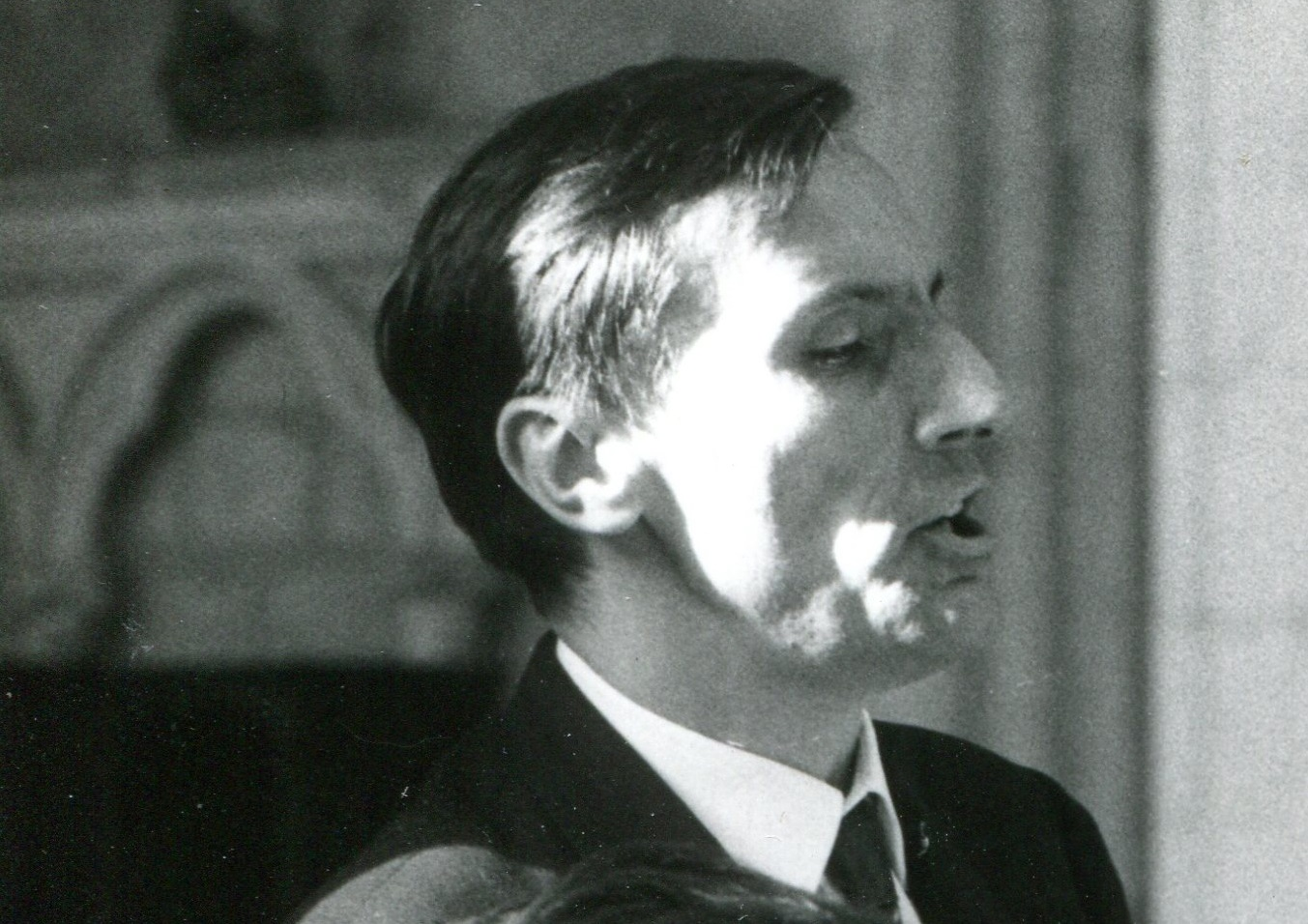

Sa carrière de chanteur professionnel démarre en 1951, comme choriste dans les chœurs Élisabeth Brasseur ou comme chantre d'église (notamment à l’église de la Trinité). En octobre 1951, il chante pour la première fois en soliste sous la direction d'André Cluytens lors d'un concert à Paris au Théâtre des Champs-Élysées (Requiem de Maurice Duruflé, Psaume de Florent Schmitt). Il fait très vite la connaissance de nombreux compositeurs et chefs d'orchestre avec qui il contribuera à faire connaître la musique contemporaine (Henri Sauguet, Darius Milhaud, Marcel Landowski, Míkis Theodorákis, Henri Cliquet-Pleyel, Manuel Rosenthal, Frank Martin, Henri Tomasi, Pierre Boulez…).
En 1954, il participe - encore comme choriste - à deux créations musico-théâtrales de la compagnie Renaud-Barrault:
- à Paris, au Théâtre Marigny, dans une adaptation du Livre de Christophe Colomb (Livret de Paul Claudel) sur une nouvelle musique de Darius Milhaud.
- dans le cadre du Festival de Bordeaux, en mai 1954, dans L’Orestie (d’après Eschyle) sur une musique de Pierre Boulez, dont ce sera d'ailleurs la seule musique de scène[3].

Le 30 juillet 1954 à Aix-en-Provence, il est soliste lors de la création de l'opéra d'Henri Sauguet Les Caprices de Marianne.  
En 1957, il enregistre son 1er disque avec des œuvres de Darius Milhaud et Henri Sauguet (Visions infernales).
En 1960, il crée deux œuvres :
- Le 20 mai au festival de Bordeaux, un opéra de Pierre Capdevielle : Les amants captifs[5].
- Le 3 septembre au festival de Besançon, la cantate d’Henri Sauguet : L'oiseau a vu tout cela[6].

Pendant la saison 1960-1961 de l'Association lorraine de musique de chambre, Louis-Jacques Rondeleux réinterprète la cantate L’Oiseau a vu tout cela à la Salle Poirel avec l’Orchestre de la Sarre dirigé par Karl Ristenpart.  
La même année, il fait une tournée au Maroc avec les Jeunesses Musicales de France (JMF). 
Il fait aussi son 1er enregistrement télévisé dans « la Traviata » (diffusion le 9 décembre 1960).
En 1963 il collabore, sous la direction de Pierre Boulez, au disque-hommage à Igor Stravinsky (concernant l'ensemble de la discographie voir la notice sur le site de la BNF).
Il crée le 15 juin 1963 au festival de Strasbourg, avec l'orchestre radio-lyrique de l'ORTF, sous la direction Charles Bruck, une œuvre d’Henri Tomasi « le Silence de la mer », d’après Vercors (cf. Site de l’association Henri Tomasi); ce drame lyrique donnera lieu à plusieurs représentations, sera recréé le 4 novembre 1964 aux Semaines musicales internationales de Paris – orchestre radio-lyrique de l’ORTF, direction Pierre-Michel Le Conte, dans une mise en scène de Jean Doat et des décors de Georges Levy, et enregistré pour la télévision (diffusé le 7 février 1965) .
En 1964 il enregistre également un disque pour le label Harmonia Mundi : Cantigas et Chansons de Troubadours (cf illustration ci-dessous). Dans ce disque, il inaugure un regain d'intérêt pour la musique du Moyen Âge qui n'était plus chantée depuis plusieurs siècles.
Henry Barraud lui confie en janvier 1965 la création de son Pange Lingua (hommage à Rameau), cantate pour soprano, baryton, chœurs et orchestre.
Henri Sauguet écrit de Louis-Jacques Rondeleux, à Paris, en décembre 1963 :
« Une voix, une âme : c’est bien en cela que l’art de Louis-Jacques Rondeleux apparaît si particulièrement attachant et dissuasif. Comme il en est ainsi de tous ceux pour lesquels la musique n’est pas seulement la musique, n’est pas seulement un but, mais le moyen d’exprimer des sentiments, une communication humaine.
Cette voix, puissante et chaude, aux brillants reflets cuivrés, il sait en conduire la grande étendue avec une souplesse et une intelligence qui lui permettent d’accéder aux répertoires vastes et variés de la musique de chambre, de l’opéra, de la comédie lyrique, de l’oratorio profane ou sacré. Il semble bien que se soient incarnées en lui les nobles vertus qui font d’un chanteur, pendant sa vie, l’interprète prédestiné, nécessité par la permanence de la musique, non seulement d’un temps, ou d’une époque, d’un style ou d’un genre, mais de tous et de tous les temps, jusqu’au sien, en lui donnant le sens et l’opportunité dans le choix et l’utilisation des moyens qui confèrent à ses interprètes leur évidence et leur authenticité.
Une voix, une âme ? Oui : ce sont bien la voix et l’âme de la musique qui se reflètent en Louis-Jacques Rondeleux. »

### Le pédagogue (1966-1989)
À partir de 1966, Louis-Jacques Rondeleux commence une seconde carrière, consacrée à l’enseignement. Il travaille d'abord à temps partiel comme professeur de chant au Conservatoire de Montreuil (1966-1969). En 1968, alors que sa carrière de chanteur devient une activité annexe, Louis-Jacques Rondeleux fonde le « Laboratoire Ecole de la Voix » (Boulevard Lannes, Paris 16e arrt) en s'appuyant sur les travaux d'Alfred Tomatis, médecin ORL, et la machine mise au point par ce dernier. L’expérience durera deux ans et sera un fiasco, sur le plan financier et à cause du manque d'élèves.
En 1970, il rejoint Maurice Béjart à Bruxelles lors de la création de Mudra, un nouveau centre pluridisciplinaire de formation de danseurs, où il sera responsable de la technique vocale. 
En Belgique, il travaille ensuite, en 1973, avec Henri Pousseur au Centre de recherches musicales de Wallonie (devenu Centre Henri Pousseur, à Liège). Il y monte des ateliers de travail vocal spécifiquement tournés vers le chant.
En 1974, Jacques Rosner - qui vient d'être nommé à la direction du Conservatoire national supérieur d’art dramatique de Paris - lui demande d'y enseigner le chant aux futurs comédiens. Louis-Jacques Rondeleux y sera professeur de 1975 à 1989, année où il est mis à la retraite. 
Soucieux de transmettre au plus grand nombre le fruit de son expérience, il publie en 1977 un livre intitulé Trouver sa voix aux éditions du Seuil. Trouver sa voix est un livre pratique, dans lequel Louis-Jacques Rondeleux met à jour une technique de travail de la voix essentiellement tournée vers une sensibilisation au schéma corporel et à une prise de conscience de la mécanique du souffle. Mais tout au long des exercices proposés, plus encore que la voix, c'est nous-mêmes que nous construisons car « c'est par la voix que le conscient s'ouvre à l'inconscient, et l'homme à lui-même et à l'Autre » (Denis Vasse, L'Ombilic et la Voix).
Plusieurs fois réédité, cet ouvrage a connu un vif succès. Entre expérience phoniatrique et théâtrale, il est reconnu auprès des amateurs comme des professionnels.

## L'écriture et la maladie de Parkinson
Au tout début des années 1950, Louis-Jacques Rondeleux collabore au secrétariat de rédaction de la revue Esprit (1951 à 1953). Très engagé dans les débats idéologiques à l'intérieur de l'Église Catholique, il participe par l'écriture à certains de ces débats. Cet engagement l'amènera à publier deux ouvrages, Isaïe et le Prophétisme (1961) aux éditions du Seuil et Jean Steinmann (1967, ré-ed 1969) aux éditions Fleurus, collection « Théologiens et spirituels contemporains ».
Aux côtés de son ami Georges Suffert, il participe à la création d'une revue, les Mal Pensants, qui se voulait un lieu d'expression pour les catholiques « de gauche » ; il y écrit notamment - dans le premier numéro - l'éditorial sous le titre Qui sommes nous ?
Il collabore également à l'établissement d'un répertoire de chants dédié au culte. Avec Marcel Frémiot, il publie certains chants liturgiques sur des textes tirés de la Bible et traduits par lui (St Jacques du Haut-Pas); 1965. Extraits édités dans Chanter pour Dieu, ed. du Seuil, Paris, 1966). Avec Jean Bonfils et Michel Fustier, il contribue à la même collection Chanter pour Dieu (éd. du Seuil, 1967).
La maladie de Parkinson diagnostiquée au début des années 1980 va profondément bouleverser ses 15 dernières années d'existence. Dans un article paru dans une revue spécialisée, il explique comment certains symptômes de cette maladie (tremblements, rigidité musculaire, hyper-émotivité, bégaiement…) peuvent être combattus par un travail ciblé sur la voix et le souffle, travail du corps et de l’esprit. 
L'écriture d'un troisième livre, pour les éditions du Seuil - resté inédit - lui donnera l'occasion de livrer un témoignage personnel sur les différentes phases d'évolution de son combat contre la maladie de Parkinson entre 1981 et 2000.